# Judo op de Olympische Zomerspelen 1972
Judo is een van de sporten die beoefend werden tijdens de Olympische Zomerspelen 1972 in München. Na een absentie op de Spelen van 1968 was judo weer op het programma opgenomen, echter ook op deze Spelen werden, net als in 1964, alleen wedstrijden voor de heren afgewerkt. Wel werd er beslist dat judo voortaan een vaste plaats kreeg op de Spelen.
Een van de hoogtepunten was dat de Nederlander Wim Ruska goud won op de nummers zwaargewicht en alle categorieën.
Dieptepunt was het dopinggebruik van een der judoka's, de Mongoliër Bakaava Buidaa in de klasse lichtgewicht.

## Heren

### lichtgewicht (tot 63 kg)
| rang   | sporter              | land        |
| ------ | -------------------- | ----------- |
| Goud   | Takao Kawaguchi      | Japan       |
| Zilver | Niet uitgereikt      | (1)         |
| Brons  | Kim Yong-ik          | Noord-Korea |
| Brons  | Jean-Jacques Mounier | Frankrijk   |

(1) De zilveren medaille werd gewonnen door Bakaava Buidaa uit Mongolië maar deze werd gediskwalificeerd wegens gebruik van doping.

### weltergewicht (tot 70 kg)
| rang   | sporter           | land        |
| ------ | ----------------- | ----------- |
| Goud   | Toyokazu Nomura   | Japan       |
| Zilver | Antoni Zaijkowski | Polen       |
| Brons  | Dietmar Hötger    | DDR         |
| Brons  | Anatoli Novikov   | Sovjet-Unie |

### middengewicht (tot 80 kg)
| rang   | sporter         | land             |
| ------ | --------------- | ---------------- |
| Goud   | Shinobu Sekine  | Japan            |
| Zilver | Oh Seung-lip    | Zuid-Korea       |
| Brons  | Jean-Paul Coché | Frankrijk        |
| Brons  | Brian Jacks     | Groot-Brittannië |

### middenzwaargewicht (tot 93 kg)
| rang   | sporter              | land                     |
| ------ | -------------------- | ------------------------ |
| Goud   | Sjota Tsjotsjisjvili | Sovjet-Unie              |
| Zilver | David Starbrook      | Groot-Brittannië         |
| Brons  | Chiaki Ishii         | Brazilië                 |
| Brons  | Paul Barth           | Bondsrepubliek Duitsland |

### zwaargewicht (boven 93 kg)
| rang   | sporter          | land                     |
| ------ | ---------------- | ------------------------ |
| Goud   | Wim Ruska        | Nederland                |
| Zilver | Klaus Glahn      | Bondsrepubliek Duitsland |
| Brons  | Givi Onatsjvili  | Sovjet-Unie              |
| Brons  | Motoki Nishimura | Japan                    |

### alle categorieën (open klasse)
| rang   | sporter              | land             |
| ------ | -------------------- | ---------------- |
| Goud   | Wim Ruska            | Nederland        |
| Zilver | Vitali Koeznezov     | Sovjet-Unie      |
| Brons  | Jean-Claude Brondani | Frankrijk        |
| Brons  | Angelo Parisi        | Groot-Brittannië |

## Medaillespiegel
| Plaats | Land                     | Goud | Zilver | Brons | Totaal |
| 1      | Japan                    | 3    | 0      | 1     | 4      |
| 2      | Nederland                | 2    | 0      | 0     | 2      |
| 3      | Sovjet-Unie              | 1    | 1      | 2     | 4      |
| 4      | Groot-Brittannië         | 0    | 1      | 2     | 3      |
| 5      | Bondsrepubliek Duitsland | 0    | 1      | 1     | 2      |
| 6      | Polen                    | 0    | 1      | 0     | 1      |
| 6      | Zuid-Korea               | 0    | 1      | 0     | 1      |
| 8      | Frankrijk                | 0    | 0      | 3     | 3      |
| 9      | Brazilië                 | 0    | 0      | 1     | 1      |
| 9      | Noord-Korea              | 0    | 0      | 1     | 1      |
| 9      | DDR                      | 0    | 0      | 1     | 1      |
| Totaal | Totaal                   | 6    | 5      | 12    | 23     |

Tokio 1964 · 
München 1972 · 
Montréal 1976 · 
Moskou 1980 · 
Los Angeles 1984 · 
Seoel 1988 · 
Barcelona 1992 · 
Atlanta 1996 · 
Sydney 2000 · 
Athene 2004 · 
Peking 2008 · 
Londen 2012 · 
Rio de Janeiro 2016  · 
Tokio 2020 · 
Parijs 2024 · 
Los Angeles 2028 
Medaillewinnaars
Atletiek · Badminton (demonstratie) · Basketbal · Boksen · Boogschieten · Gewichtheffen · Handbal · Hockey · Judo · Kanovaren · Moderne vijfkamp · Paardensport · Roeien · Schermen · Schietsport · Schoonspringen · Turnen · Voetbal · Volleybal · Waterpolo · Waterskiën (demonstratie) · Wielersport · Worstelen · Zeilen · Zwemmen